# یومجاگین تسدنبال
یومجاگین تسدنبال (مغولی: Юмжаагийн Цэдэнбал؛ ۱۷ سپتامبر ۱۹۱۶ – ۲۰ آوریل ۱۹۹۱) سیاست‌مدار، و اقتصاددان اهل مغولستان بود.
وی همچنین برندهٔ جوایزی همچون نشان لنین و نشان انقلاب اکتبر شده‌است.